# Mik Critchlow
Mik Critchlow (7. března 1955 – 7. března 2023) byl britský sociální dokumentární a portrétní fotograf, jehož díla zachycovala život v severovýchodní Anglii a zejména příběhy o svém rodném městě Ashingtonu. Kniha na základě této série vyšla v roce 2019 a v letech 2021/2022 měl samostatnou výstavu v muzeu Woodhorn Museum. Critchlowovo dílo se nachází ve sbírce Amber Film & Photography Collective.

## Životopis
Critchlow se narodil a žil v Ashingtonu v Northumberlandu. Jeho dědeček tam pracoval jako horník 52 let a Critchlowův otec byl uhlíř. Školu opustil ve věku 15 let. Počínaje rokem 1977 pracoval po desetiletí na dlouhodobém projektu dokumentární fotografie o Ashingtonu, zaznamenávajícím společenské změny, včetně těžby uhlí. Výstava a kniha Coal Town zachycovala „důl a lidi, kteří tam pracovali před a po uzavření dolu“. Fotografoval také drsný způsob života lidí sbírajících mořské uhlí na pláži u elektrárny Lynemouth poblíž Ashingtonu.

## Smrt
Critchlow zemřel 7. března 2023, v den svých 68. narozenin.

## Publikace
- Seamen – The NUS Strike 1988 – 1989: Photographs by Mik Critchlow. Black Diamond, 2013. Edition of 200 copies.
- Hirst. Manchester: Buddleia / Morpeth: Bait (Museums Northumberland), 2018. With a foreword by Andrea Hawkins. Edition of 500 copies.
- Coal Town. Liverpool: Bluecoat, 2019. With a foreword by Derek Smith.[2]

## Samostatné výstavy
- Coal Town, Woodhorn, Ashington, 2021/22[2][4]

## Sbírky
- Amber Film &amp; Photography Collective, Newcastle upon Tyne[5]